# Crofton (Nebraska)
Crofton – miasto w Stanach Zjednoczonych, w stanie Nebraska, w hrabstwie Knox.